# Anthicus panayensis
Anthicus panayensis es una especie de coleóptero de la familia Anthicidae.

## Distribución geográfica
Habita en Filipinas.